# Большой Порту
Большой Порту — городская агломерация в Португалии, включающая в себя город Порту и прилегающие к нему промышленные города-спутники. Данная агломерация обладает определённой административной автономией. Население в 2011 году составляло 1 759 524 человек.
В Большое Порту входят следующие муниципалитеты:
1. Арока
2. Валонгу
3. Вила-Нова-де-Гайа
4. Вила-ду-Конде
5. Гондомар (Португалия)
6. Майа (Португалия)
7. Матозиньюш
8. Повуа-де-Варзин
9. Порту
10. Сан-Жуан-да-Мадейра
11. Санта-Мария-да-Фейра
12. Санту-Тирсу
13. Трофа
14. Эшпинью